# سباق باريس روبيه 1986
طواف باريس 1986, هو سباق دراجات هوائية أقيم بتاريخ أبريل 13، يتكون السباق من مرحلة واحدة فقط، ويمتدّ لمسافة 268 كم، وبسرعة 39.375 كم/س، استغرق السباق 6 ساعات و48 دقيقة و23 ثانية.